# Akira Kubodera
 (novembre 2020).
Si vous disposez d'ouvrages ou d'articles de référence ou si vous connaissez des sites web de qualité traitant du thème abordé ici, merci de compléter l'article en donnant les références utiles à sa vérifiabilité et en les liant à la section « Notes et références ».
Akira Kubodera (窪寺 昭, Kubodera Akira) est un acteur japonais né le 20 janvier 1977 à Tokyo, au Japon et mort le 13 novembre 2020 dans la même ville,.
Il a joué dans la série live Pretty Guardian Sailor Moon, de 2003 à 2005, : Kunzite.

## Filmographie

### Films
- 2009 : Cool Girls (クールガールズ, Kūru gāruzu?) de Kei Nakata (ja): Ko
- 2004 : Pretty Guardian Sailor Moon: Act Special : Kunzite.

### Séries TV
- 2012 : Vision: Koroshi ga mieru onna : Kuwano
- 2012 : Sutoroberî naito
- 2005 : Pretty Guardian Sailor Moon: Act Zero : Kuroi
- 2004/2005 : Kamen Rider Blade : Kanai
- 2003/2004 : Pretty Guardian Sailor Moon : Kunzite

## Théâtre
- 2017 : Grand Guignol : Barlach Bell